# 銀河/いつまでも
「銀河/いつまでも」（ぎんが/-）はMISIAの22枚目のシングルである。2009年6月10日発売。発売元はBMG JAPAN。

## 解説
- 『THE TOUR OF MISIA DISCOTHEQUE ASIA』のライブDVD、Blu-ray Discと同時発売。
- 初回限定盤はスリーブケース仕様。
- この作品より規格品番がこれまでの「BVCR」から「BVCL」に変更され（品番：BVCL-1）、アリオラジャパン改称後もこの規格品番が使用される。

## 収録曲
1. 銀河
作詞：MISIA／作曲：Shusui・Fredrik Hult・Carl Utbult・Tebey／編曲：Carl Utbult・Fredrik Hult
  - コーセー「雪肌精シュープレム」海外版CMソング
  - 「世界天文年2009」イメージ・ソング
  - 「OCN presents 星空のライヴV -Just Ballade-」テーマ・ソング
  - 「メロjpでいこう!」オープニングテーマ（2009年6月）
2. いつまでも
作詞：MISIA／作曲・編曲：Sinkiroh
  - コーセー「雪肌精」CMソング
3. 少しずつ 大切に
作詞：MISIA／作曲：Sinkiroh／編曲：重実徹・MISIA・Gomi・Bennie Diggs
  - TBS系列全国ネット「感動！北の大自然スペシャル 森のラブレター 倉本聰が贈る、果てしない命の物語」オリジナルテーマソング
4. 少しずつ 大切に (Gomi's The World Is Waiting For A Change Mix)
リミックス：Gomi
5. 銀河 (Instrumental)
6. 少しずつ 大切に (Instrumental)